# Монумент Мира и Толерантности
Монумент Мира и Толерантности — бронзовая композиция, в виде ствола оливкового дерева, увенчанного фигурами в виде земного шара и двумя голубями, символизирующими мир и толерантность. Монумент выражает идею гуманизма и приверженности мировому спокойствию, а также основной принцип Всеобщей декларации прав человека: «каждый человек имеет право на жизнь, свободу и личную неприкосновенность». Монумент установлен на берегу Средиземного моря в городе Лимассол.

## История
Монумент создал известный кипрский скульптор Филиппос Япанис (Philippos Yiapanis). Открытие монумента состоялось 18 Мая 2019 года. На церемонии открытия выступили Президент Республики Кипр Никос Анастасиадис, Посол Российской Федерации на Кипре Станислав Вилиорович Осадчий, скульптор Филиппос Япанис, а так же российский бизнесмен Николай Ивчиков, являющийся идейным вдохновителем и организатором возведения Монумента Мира и Толерантности.
У основания монумента расположены три таблички на английском языке. На одной из табличек приведена цитата из Статьи 3 Всеобщей декларации прав человека, на второй табличке — краткое описание монумента, и на третьей табличке перечислены люди и организации, принявшие спонсорское участие в создании монумента:

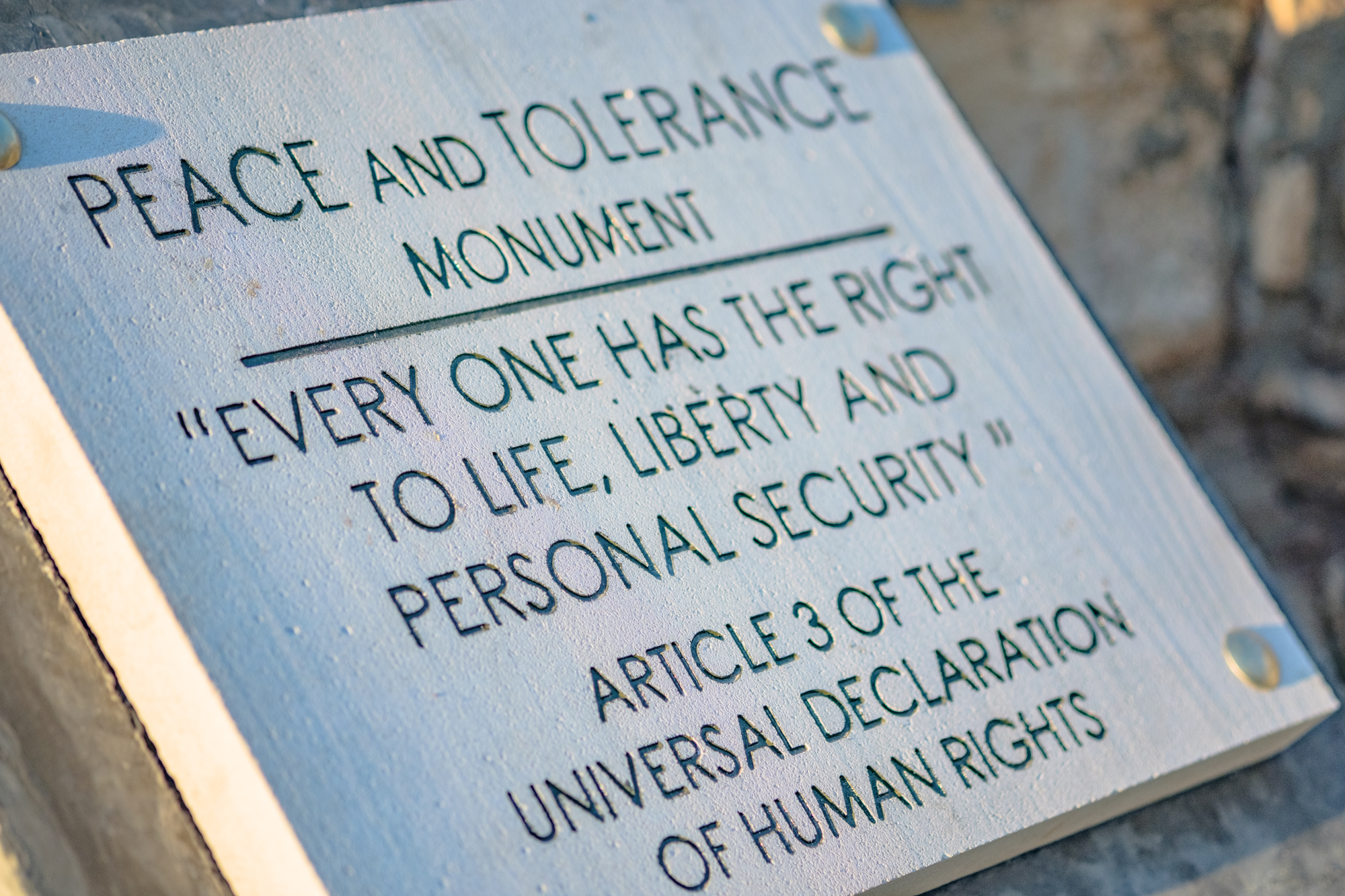
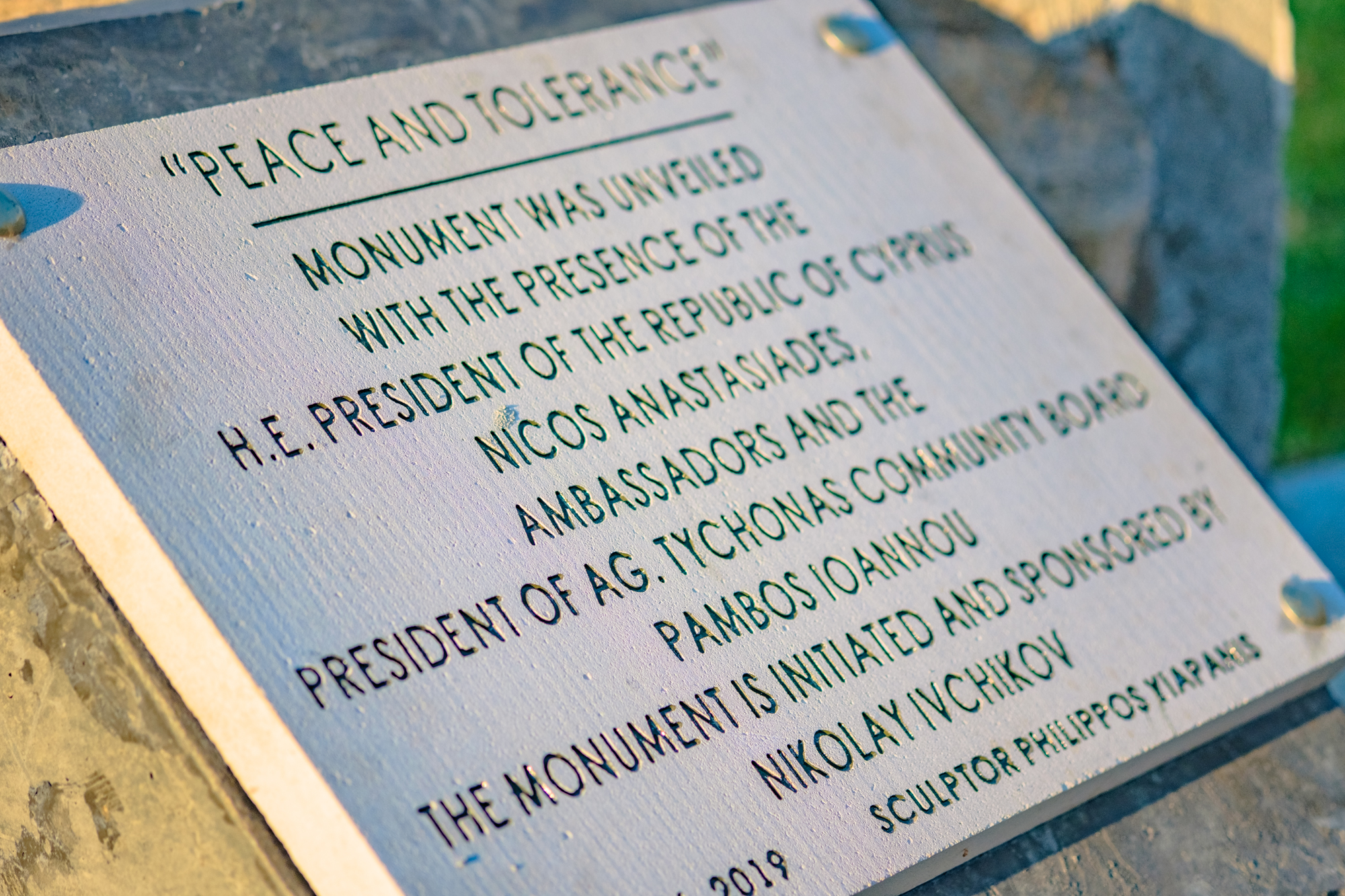
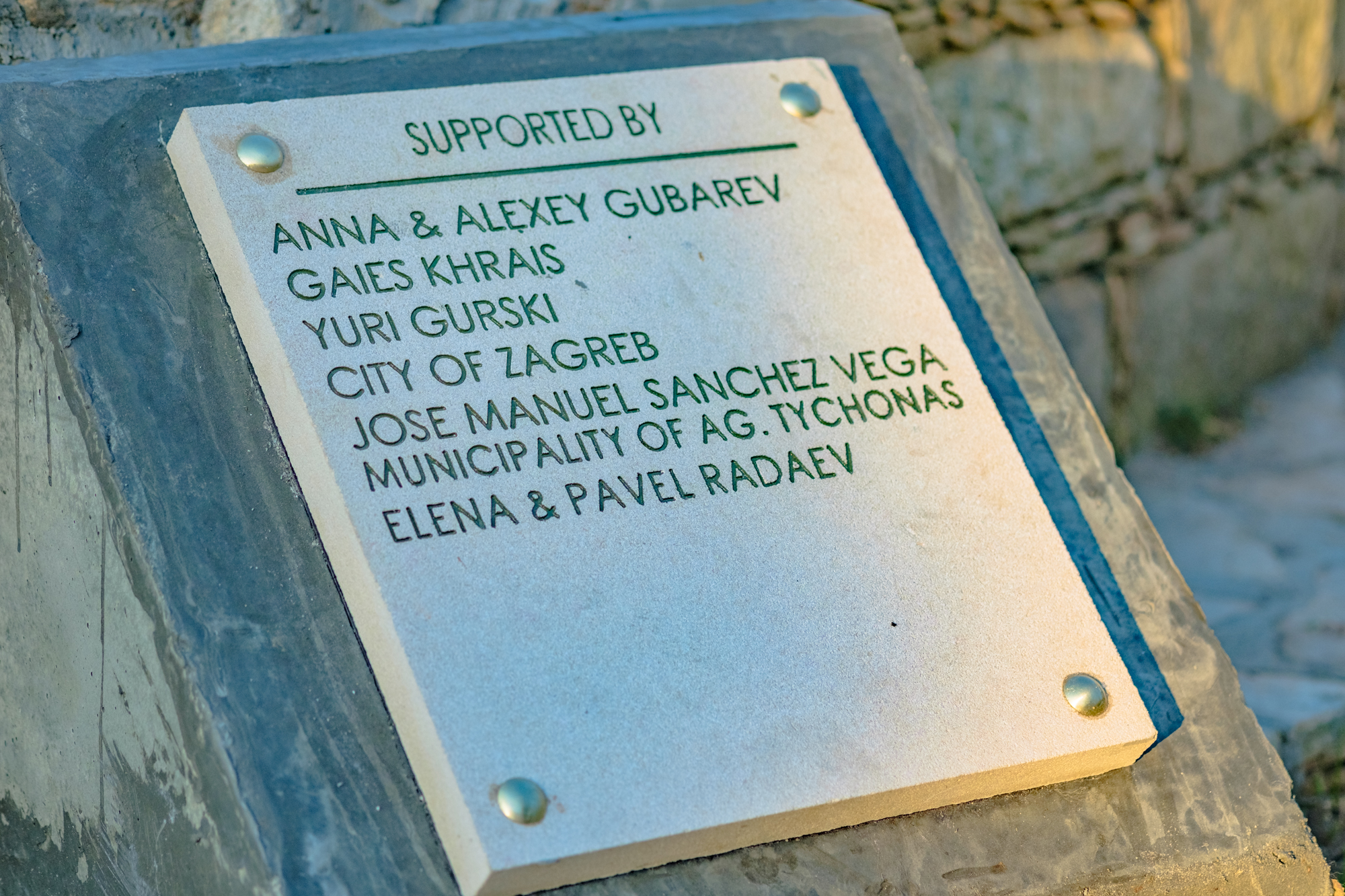

- Анна и Алексей Губаревы
- Гайес Харис
- Юрий Гурский
- Хосе Мануэль Санчес Вега
- Елена и Павел Радаевы.